# Ніжинська депресія
Ніжинська депресія — геологічна структура у південно-західній частині Дніпровсько-Донецької западини.

## Локалізація
Розташовується на території Чернігівської обл. Межує на заході з Брагинсько-Лоєвською сідловиною, на сході — з Удайською сідловиною. Розміри 160х65 км.

## Характеристика
Простежуються глибинні розломи, з якими пов'язані мульди, виповнені вулканогенно-осадовими відкладами верхнього девону з двома товщами солі, які спричинили утворення соляних куполів. Породи рифтової зони і борти депресії перекриті кам'яновугільними (аргіліти, пісковики), пермськими (піски, кам'яна сіль), юрськими (піски, глини, вапняки), крейдовими (піски, крейда, мергелі), палеогеновими (піски, мергелі), неогеновими (піски, суглинки) відкладами.
З теригенними товщами карбону в крайній південно-східній частині депресії пов'язані окремі родовища нафти.